# Trogon massena
El surucuá grande azul, trogón grande, trogón colipizarra, trogón coliplomizo, trogón colipizarroso o coa cola oscura (Trogon massena) es una especie de ave de la familia Trogonidae. Se distribuye por las tierras bajas del sureste de México hasta el sur de América Central y Colombia abarcando una pequeña región al noroeste de Ecuador. Habita en los doseles arbóreos y en los niveles más altos de la selva tropical húmeda, pero también desciende a áreas adyacentes semiabiertas.

## Descripción
El trogón grande muestra dimorfismo sexual en el plumaje, el cual es bastante colorido. Esta especie mide alrededor de 30 cm y pesa 145 g. Su cola es de un gris oscuro uniforme y las coberteras de las alas aparentan ser grises aunque en realidad son un fino entrelazado de negro y blanco. El macho tiene el dorso, la cabeza y el pecho de color verde, el bajo vientre rojo y el pico naranja. La hembra posee un dorso, cabeza y pecho de color gris oscuro, abdomen rojo y el pico es parcialmente anaranjado ya que la parte superior de la mandíbula negra. El canto es un sonido nasal uk uk uk.

## Comportamiento
Su dieta se basa en insectos y frutas; su dieta y hábitos arbóreos se ven reflejados en su pico ancho y patas débiles. Aunque su vuelo es rápido, suelen evitar volar hasta pequeñas distancia. Normalmente se posa erguido y sin movimiento.
Anida en zonas de 3 a 15 metros de altura, por lo general en nidos de termitas, o en troncos de árboles en descomposición. Normalmente pone tres huevos blancos o azulados en cámaras a las cuales se llega a través de túneles ascendentes. Ambos sexos excavan la cámara de incubación.

## Subespecies
Se distinguen las siguientes subespecies:
- Trogon massena australis (Chapman, 1915)
- Trogon massena hoffmanni (Cabanis & Heine, 1863)
- Trogon massena massena Gould, 1838